# Grossglockneralpvägen

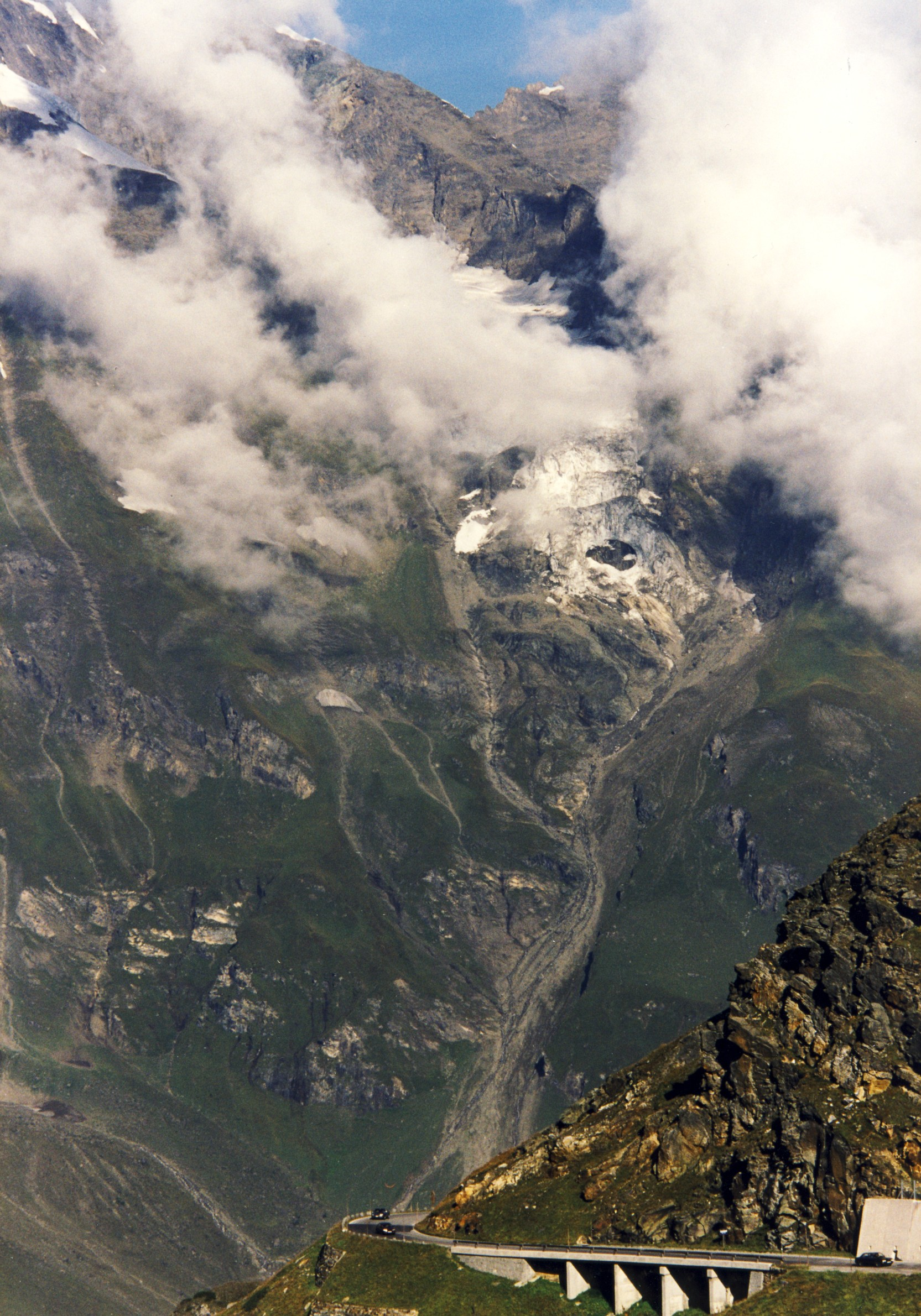
Grossglockneralpvägen på hösten 1997.
Vy från Wilfried-Haslauer-Haus.

Grossglockneralpvägen eller Grossglockner-Hochalpenstrasse är en högalpin passväg i Österrike mellan orterna Bruck an der Glocknerstrasse i förbundslandet Salzburg och Heiligenblut i förbundslandet Kärnten. Vägen är 47,8 km lång och löper till mer än 25 km på över 2 000 meters höjd. Passet Hochtor ligger på 2 504 meters höjd. Två avtagsvägar till Edelweissspitze (2 572 m) och Franz-Josefs-Höhe (2 362 m) leder till storslagna utsiktsplatser. Vägen är stängd på vintern, beroende på väderleken mellan slutet av oktober och början på maj. Den är också stängd på natten.
Vägen som ägs av ett privat bolag är avgiftsbelagd. Den största lutningen är 12 %.

## Historia
Vägen över Hochtor är en förhistorisk förbindelse som användes redan under Hallstattiden (förkeltiska fynd) och byggdes ut under romersk tid. Fram till 1600-talet var vägen (med en delvis annan sträckning) den tredje viktigaste övergången över östalperna.
1924 fick ingenjören Franz Wallack i uppdrag att projektera en 3 m bred väg över Hochtor mellan Heiligenblut och Ferleiten. Men projektet lades på is tills Salzburgs regeringschef Franz Rehrl engagerade sig för projektet 1928. På hösten 1929 beslöt lantdagen i Salzburg att genomföra vägbyggnaden och på sommaren 1930 började arbetena. Den 3 augusti 1935 invigdes Grossglockneralpvägen. Sammanlagt 3 200 arbetare var sysselsatta under de fem åren.

## Grossglockneralpvägen idag
Grossglockneralpvägens betydelse som transit- och passväg är liten. Däremot är den en viktig turistattraktion. Årligen kör cirka 270 000 fordon (bussar, personbilar, motorcyklar) på Grossglockneralpvägen vilket motsvarar omkring 1 miljon besökare.
Grossglockneralpvägen går genom nationalparken Hohe Tauern och avtagsvägen till Franz-Josefs-Höhe är tillfartsväg till Österrikes största glaciär och högsta berg.

## Bildgalleri
|  |  |  |